# Mistrzostwa Łotwy w piłce siatkowej mężczyzn (2024/2025)
Optibet Mistrzostwa Łotwy w piłce siatkowej mężczyzn 2024/2025 (łot. Optibet Latvijas čempionāts volejbolā vīriešiem 2024/2025) − 33. sezon mistrzostw Łotwy w piłce siatkowej po odzyskaniu przez to państwo niepodległości (95. sezon wliczając mistrzostwa Łotwy w latach 1926-1943 oraz mistrzostwa Łotewskiej SRR), zorganizowany przez Łotewski Związek Piłki Siatkowej (łot. Latvijas volejbola federācija, LVF). Rozpoczął się 6 października 2024 roku.
Mistrzostwa Łotwy w sezonie 2024/2025 składały się z dwóch poziomów rozgrywkowych: ligi narodowej (oficjalna nazwa: łot. Optibet Latvijas čempionāta Nacionālā līga vīriešiem), będącej drugim poziomem rozgrywek, oraz fazy finałowej wyłaniającej mistrza Łotwy.
W lidze narodowej brało udział 14 drużyn nieuczestniczących w lidze bałtyckiej, w tym dwa litewskie zespoły: Amber Volley i Elga Grafaitė S-Sportas. Z tego względu na Litwie rozgrywki te określano mianem ligi litewsko-łotewskiej (lit. Lietuvos-Latvijos tinklinio lyga). Liga narodowa składała się z fazy zasadniczej, drugiej fazy i fazy play-off. W fazie zasadniczej drużyny rywalizowały w dwóch grupach – wschodniej i zachodniej. W drugiej fazie ponownie podzielono je na dwie grupy: do grupy C trafiły po trzy najlepsze zespoły z obu grup fazy zasadniczej, pozostałe zaś zostały ulokowane w grupie D. Do fazy play-off awansowały wszystkie drużyny z grupy C oraz dwa najlepsze zespoły z grupy D. Faza play-off obejmowała ćwierćfinały, półfinały oraz turniej finałowy, w ramach którego rozegrano mecz o 3. miejsce i finał.
Turniej finałowy ligi narodowej odbył się 18 kwietnia 2025 roku w kompleksie sportowym „Cēsis” (łot. sporta komplekss „Cēsis”) w Kiesiu. W finale spotkały się dwie litewskie drużyny. Mistrzem ligi narodowej została Elga Grafaitė S-Sportas, a wicemistrzem – Amber Volley. Trzecie miejsce zajął VK Piejūra/MSĢ. Najlepszym zawodnikiem (MVP) turnieju finałowego został wybrany Arvydas Mišeikis.
W fazie finałowej mistrzostw Łotwy brały udział trzy drużyny grające w lidze bałtyckiej oraz reprezentant ligi narodowej. Rozgrywki składały się z półfinałów, meczu o 3. miejsce oraz finałów. Po raz 12. mistrzem Łotwy został klub Robežsardze/Rīga, który w finałach pokonał zespół Ezerzeme/DU. Trzecie miejsce zajął SK Jēkabpils Lūši. Najlepszym zawodnikiem (MVP) finałowej serii został wybrany Toms Vanags.
Sponsorem tytularnym mistrzostw Łotwy było przedsiębiorstwo bukmacherskie Optibet.

## System rozgrywek
Mistrzostwa Łotwy w sezonie 2024/2025 składały się z dwóch poziomów rozgrywkowych: narodowej ligi stanowiącej drugi poziom rozgrywkowy oraz fazy finałowej mistrzostw Łotwy, w której brały udział kluby grające w lidze bałtyckiej oraz przedstawiciel narodowej ligi.

### Nacionālā līga
Narodowa liga w sezonie 2024/2025 składała się z fazy zasadniczej, drugiej fazy oraz fazy play-off.
Faza zasadnicza

W fazie zasadniczej drużyny podzielone zostały na dwie grupy: wschodnią i zachodnią, biorąc pod uwagę położenie geograficzne. W obu grupach zespoły rozegrały ze sobą po dwa mecze systemem kołowym (mecz u siebie i rewanż na wyjeździe). Po trzy najlepsze drużyny z obu grup trafiły w drugiej fazie do grupy C, pozostałe – do grupy D.
Druga faza

W drugiej fazie drużyny w grupach C i D rozegrały ze sobą po dwa mecze systemem kołowym (mecz u siebie i rewanż na wyjeździe). Do tabeli grupy C wliczone zostały mecze rozegrane w grupach wschodniej i zachodniej między drużynami, które zajęły miejsca 1-3, do tabeli grupy D natomiast – spotkania między zespołami z miejsc 4-7. Wszystkie drużyny z grupy C oraz dwie najlepsze z grupy D awansowały do fazy play-off.
Faza play-off

Faza play-off obejmowała ćwierćfinały, półfinały oraz turniej finałowy, w ramach którego rozegrane zostały mecz o 3. miejsce i finał.
Ćwierćfinałowe pary powstały na podstawie miejsc zajętych przez poszczególne drużyny w drugiej fazie według klucza:
- para 1: C1 – D2;
- para 2: C2 – D1;
- para 3: C3 – D6;
- para 4: C4 – D5.

Rywalizacja w parach toczyła się do dwóch zwycięstw ze zmianą gospodarza po każdym spotkaniu. Gospodarzem pierwszego meczu w parze był zespół z grupy C lub ten, który zajął wyższe miejsce w grupie C. Drużyny mogły ustalić inną kolejność spotkań. Zwycięzcy ćwierćfinałów awansowali do półfinałów.
Pary półfinałowe powstały na podstawie miejsc z drugiej fazy, tj. pierwszą parę utworzyły drużyna, która w drugiej fazie zajęła najwyższe miejsce spośród zespołów uczestniczących w półfinałach, oraz ta, która zajęła najniższe miejsce, drugą parę – dwa pozostałe zespoły. Rywalizacja w parach toczyła się do dwóch zwycięstw na zasadach analogicznych co w ćwierćfinałach.
Zwycięzcy półfinałów w ramach turnieju finałowego zagrali finałowy mecz o mistrzostwo ligi narodowej, przegrani natomiast – mecz o 3. miejsce.

### Faza finałowa
W fazie finałowej mistrzostw Łotwy uczestniczyły trzy drużyny grające w lidze bałtyckiej oraz zespół, który zajął 1. miejsce w grupie C ligi narodowej. Faza finałowa składała się z półfinałów, meczów o 3. miejsce oraz finałów.
Pary półfinałowe powstały na podstawie miejsc zajętych przez poszczególne drużyny w fazie zasadniczej ligi bałtyckiej według klucza:
- para 1: drużyna, która zajęła 1. miejsce wśród łotewskich drużyn w fazie zasadniczej ligi bałtyckiej – zespół z ligi narodowej;
- para 2: drużyna, która zajęła 2. miejsce wśród łotewskich drużyn w fazie zasadniczej ligi bałtyckiej – drużyna, która zajęła 3. miejsce wśród łotewskich drużyn w fazie zasadniczej ligi bałtyckiej.

Zwycięzcy półfinałów awansowali do finałów, przegrani natomiast grali o 3. miejsce. W finałach zespoły grały do trzech zwycięstw, w półfinałach i serii meczów o 3. miejsce – do dwóch zwycięstw ze zmianą gospodarza po każdym meczu. Gospodarzem pierwszego spotkania w parze był zespół z ligi bałtyckiej albo ten, który w fazie zasadniczej ligi bałtyckiej zajął wyższe miejsce. Drużyny mogły ustalić inną kolejność spotkań. Zwycięzca finałów został mistrzem Łotwy.

### Kryteria ustalenia pozycji w tabeli
O kolejności w tabeli decydowały następujące kryteria:
1. liczba punktów (3:0 i 3:1 – 3 punkty dla zwycięzcy, 0 punktów dla przegranego; 3:2 – 2 punkty dla zwycięzcy, 1 punkt dla przegranego; walkower – 3 punkty dla zwycięzcy, 0 punktów dla przegranego, jednocześnie stosunek małych punktów dla zwycięzcy – 0:0, a dla przegranego – 0:75),
2. liczba zwycięstw,
3. stosunek setów wygranych do przegranych,
4. stosunek małych punktów zdobytych do straconych,
5. bilans w meczach bezpośrednich pomiędzy zainteresowanymi drużynami zgodnie z punktami 1-4.

## Drużyny uczestniczące
W lidze narodowej w sezonie 2024/2025 uczestniczyło 14 drużyn. W porównaniu z poprzednim sezonem w rozgrywkach nie wziął udziału zespół Ryskiego Uniwersytetu Technicznego (Rīgas Tehniskā universitāte, RTU). Dołączyły natomiast następujące kluby: VK Meža īpašumi/Līgatne, OSK Ostnieks, VK Svēte oraz juniorski zespół Ezerzeme, a także dwie drużyny z Litwy, tj. Amber Volley i Elga Grafaitė S-Sportas.
| Liga narodowa 2024/2025                                                              | Liga narodowa 2024/2025 |
| ------------------------------------------------------------------------------------ | ----------------------- |
| Augšdaugava                                                                          | 1                       |
| Jēkabpils juniori/JSS                                                                | 2                       |
| VK Ventspils                                                                         | 3                       |
| VK Vecumnieki                                                                        | 4                       |
| VK Aizpute                                                                           | 6                       |
| VK Piejūra/MSĢ                                                                       | 7                       |
| VK Jelgava                                                                           | 8                       |
| Rīgas Stradiņa universitāte (RSU)                                                    | 9                       |
| Ezerzeme juniors                                                                     | —                       |
| VK Meža īpašumi/Līgatne                                                              | —                       |
| OSK Ostnieks                                                                         | —                       |
| VK Svēte                                                                             | —                       |
| Amber Volley (Gorżdy)                                                                | —                       |
| Elga Grafaitė S-Sportas (Szawle)                                                     | —                       |
| Oznaczenia: - kolumna druga – miejsce zajęte w lidze narodowej w poprzednim sezonie. |                         |

W fazie finałowej Mistrzostw Łotwy brały udział trzy łotewskie drużyny grające w lidze bałtyckiej, tj. Ezerzeme/DU, Robežsardze/Rīga i SK Jēkabpils Lūši, a także VK Piejūra/MSĢ, który zajął 3. miejsce w grupie C ligi narodowej. VK Piejūra/MSĢ uzyskał prawo gry w fazie finałowej jako najlepsza łotewska drużyna w grupie C ligi narodowej – dwie pierwsze pozycje zajęły zespoły z Litwy.
| Faza finałowa Mistrzostw Łotwy 2024/2025                                                              | Faza finałowa Mistrzostw Łotwy 2024/2025 |
| --- | ---------------------------------------- |
| SK Jēkabpils Lūši                                                                                     | 1                                        |
| Ezerzeme/Daugavpils Universitāte (DU)                                                                 | 2                                        |
| Robežsardze/Rīga                                                                                      | 3                                        |
| VK Piejūra/MSĢ                                                                                        | 4                                        |
| Oznaczenia: - kolumna druga – miejsce zajęte w fazie finałowej Mistrzostw Łotwy w poprzednim sezonie. |                                          |

## Hale sportowe
| Drużyna                                 | Hala sportowa                                   | Miejscowość | *     |
| --------------------------------------- | ----------------------------------------------- | ----------- | ----- |
| Amber Volley                            | Policijos sporto salė (Gamyklos g. 33)          | Gorżdy      |       |
| Augšdaugava                             | Robežsardzes sporta zāle (A. Pumpura ielā 105b) | Dyneburg    |       |
| Elga Grafaitė S-Sportas                 | Sporto centras „Dubysa”                         | Szawle      |       |
| Ezerzeme/DU Ezerzeme juniors            | Daugavpils Sporta skola                         | Dyneburg    |       |
| OSK Ostnieks                            | Latvenergo sporta zālē                          | Ryga        |       |
| RSU                                     | Rimi Olimpiskais centrs                         | Ryga        |       |
| Robežsardze/Rīga                        | Rimi Olimpiskais centrs                         | Ryga        | [ a ] |
| Robežsardze/Rīga                        | Sporta centrs „Mežaparks”                       | Ryga        | [ a ] |
| SK Jēkabpils Lūši Jēkabpils juniori/JSS | Jēkabpils sporta nams                           | Jēkabpils   |       |
| VK Aizpute                              | Aizputes sporta centrs Lejaskurzeme             | Aizpute     |       |
| VK Jelgava                              | Jelgavas novada sporta centrs                   | Jełgawa     |       |
| VK Meža īpašumi/Līgatne                 | Līgatnes Sporta centrs                          | Augšlīgatne | [ b ] |
| VK Meža īpašumi/Līgatne                 | Sporta komplekss „Cēsis”                        | Kieś        | [ b ] |
| VK Piejūra/MSĢ                          | Sējas novada Sporta centrs                      | Sēja        | [ c ] |
| VK Piejūra/MSĢ                          | Limbažu vidusskolas sporta zāle                 | Limbaži     | [ c ] |
| VK Svēte                                | Svētes pamatskolas sporta hallē                 | Svēte       |       |
| VK Vecumnieki                           | Misas vidusskolas sporta zāle                   | Misa        |       |
| VK Ventspils                            | Sporta halle Pārventa                           | Windawa     |       |
| Źródło:                                 |                                                 |             |       |

| VK VentspilsAugšdaugavaVK VecumniekiVK AizputeVK JelgavaJēkabpils juniori/JSSRSUElga Grafaitė S-SportasAmber VolleyEzerzeme juniorsVK Meža īpašumi/LīgatneOSK OstnieksVK SvēteVK Piejūra/MSĢ Lokalizacja głównych obiektów sportowych drużyn grających w lidze narodowej | Ezerzeme/DUVK Piejūra/MSĢRobežsardze/RīgaSK Jēkabpils Lūši Lokalizacja głównych obiektów sportowych drużyn grających w fazie finałowe Mistrzostw Łotwy |

## Nacionālā līga

### Faza zasadnicza

#### Grupa zachodnia

##### Tabela wyników
| Gospodarz \ Gość1       | VEN | VEC | AIZ | JEL | SVĒ | AMB | ELG |
| ----------------------- | --- | --- | --- | --- | --- | --- | --- |
| VK Ventspils            | -   | 3:1 | 3:0 | 3:2 | 3:0 | 0:3 | 0:3 |
| VK Vecumnieki           | 1:3 | -   | 2:3 | 0:3 | 3:0 | 1:3 | 1:3 |
| VK Aizpute              | 3:1 | 3:2 | -   | 3:0 | 3:0 | 1:3 | 0:3 |
| VK Jelgava              | 1:3 | 3:0 | 3:2 | -   | 3:0 | 0:3 | 0:3 |
| VK Svēte                | 0:3 | 0:3 | 0:3 | 0:3 | -   | 0:3 | 0:3 |
| Amber Volley            | 3:1 | 3:0 | 3:0 | 3:0 | 3:0 | -   | 0:3 |
| Elga Grafaitė S-Sportas | 3:0 | 3:0 | 3:0 | 3:0 | 3:0 | 3:0 | -   |

Źródło: 
1 Drużyna gospodarzy jest wymieniona po lewej stronie tabeli.
Kolory:
  zwycięstwo gospodarzy 3:0 lub 3:1
  zwycięstwo gospodarzy 3:2
  zwycięstwo gości 3:0 lub 3:1
  zwycięstwo gości 3:2

##### Terminarz i wyniki spotkań
| WYNIKI SPOTKAŃ | WYNIKI SPOTKAŃ | WYNIKI SPOTKAŃ          | WYNIKI SPOTKAŃ                          | WYNIKI SPOTKAŃ          | WYNIKI SPOTKAŃ                      | WYNIKI SPOTKAŃ | WYNIKI SPOTKAŃ |
| Data | Godz.          | Gospodarz               | Rezultat                                | Gość                    | Hala sportowa                       | Widzów         | *              |
| --- | -------------- | ----------------------- | --------------------------------------- | ----------------------- | ----------------------------------- | -------------- | -------------- |
| I RUNDA |                |                         |                                         |                         |                                     |                |                |
| 6.10.2024 | 12:00          | VK Jelgava              | 3:0 (25:15, 25:18, 25:14)               | VK Svēte                | Jelgavas novada sporta centrs       | 77             | [ 14 ]         |
| 6.10.2024 | 16:00          | VK Aizpute              | 3:1 (25:21, 28:26, 24:26, 25:18)        | VK Ventspils            | Aizputes sporta centrs Lejaskurzeme | 180            | [ 15 ]         |
| 12.10.2024 | 14:00          | VK Ventspils            | 0:3 (21:25, 21:25, 18:25)               | Amber Volley            | Sporta halle Pārventa               | 37             | [ 16 ]         |
| 13.10.2024 | 17:00          | Elga Grafaitė S-Sportas | 3:0 (25:19, 25:19, 25:16)               | VK Vecumnieki           | Sporto centras „Dubysa”             | bd.            | [ 17 ]         |
| 19.10.2024 | 14:00          | VK Jelgava              | 1:3 (16:25, 27:29, 25:23, 25:27)        | VK Ventspils            | Jelgavas novada sporta centrs       | bd.            | [ 18 ]         |
| 19.10.2024 | 15:00          | Amber Volley            | 3:0 (25:18, 25:19, 25:22)               | VK Aizpute              | Policijos sporto salė               | bd.            | [ 19 ]         |
| 20.10.2024 | 17:00          | Elga Grafaitė S-Sportas | 3:0 (25:5, 25:12, 25:11)                | VK Aizpute              | Sporto centras „Dubysa”             | bd.            | [ 20 ]         |
| 24.10.2024 | 20:00          | VK Vecumnieki           | 0:3 (28:30, 20:25, 19:25)               | VK Jelgava              | Misas vidusskolas sporta zāle       | 63             | [ 21 ]         |
| 27.10.2024 | 12:00          | VK Svēte                | 0:3 (11:25, 8:25, 11:25)                | Elga Grafaitė S-Sportas | Svētes pamatskolas sporta hallē     | 28             | [ 22 ]         |
| 2.11.2024 | 15:00          | Amber Volley            | 3:0 (25:9, 25:15, 25:10)                | VK Svēte                | Policijos sporto salė               | bd.            | [ 23 ]         |
| 2.11.2024 | 18:00          | VK Aizpute              | 3:0 (25:17, 25:18, 25:13)               | VK Jelgava              | Aizputes sporta centrs Lejaskurzeme | 235            | [ 24 ]         |
| 3.11.2024 | 16:00          | VK Vecumnieki           | 2:3 (25:19, 15:25, 26:24, 18:25, 12:15) | VK Aizpute              | Misas vidusskolas sporta zāle       | 64             | [ 25 ]         |
| 3.11.2024 | 17:00          | Elga Grafaitė S-Sportas | 3:0 (25:15, 25:19, 25:14)               | VK Ventspils            | Sporto centras „Dubysa”             | bd.            | [ 26 ]         |
| 9.11.2024 | 15:00          | Amber Volley            | 0:3 (23:25, 12:25, 19:25)               | Elga Grafaitė S-Sportas | Policijos sporto salė               | 74             | [ 27 ]         |
| 9.11.2024 | 18:00          | VK Aizpute              | 3:0 (25:10, 25:20, 25:18)               | VK Svēte                | Aizputes sporta centrs Lejaskurzeme | 227            | [ 28 ]         |
| 10.11.2024 | 14:00          | VK Ventspils            | 3:1 (25:23, 21:25, 25:20, 25:20)        | VK Vecumnieki           | Sporta halle Pārventa               | 75             | [ 29 ]         |
| 15.11.2024 | 20:00          | VK Svēte                | 0:3 (12:25, 13:25, 13:25)               | VK Vecumnieki           | Svētes pamatskolas sporta hallē     | bd.            | [ 30 ]         |
| 17.11.2024 | 17:00          | Elga Grafaitė S-Sportas | 3:0 (25:18, 25:15, 25:10)               | VK Jelgava              | Sporto centras „Dubysa”             | bd.            | [ 31 ]         |
| 23.11.2024 | 14:00          | VK Jelgava              | 0:3 (21:25, 21:25, 13:25)               | Amber Volley            | Jelgavas novada sporta centrs       | bd.            | [ 32 ]         |
| 23.11.2024 | 14:00          | VK Ventspils            | 3:0 (25:15, 25:17, 25:17)               | VK Svēte                | Sporta halle Pārventa               | 27             | [ 33 ]         |
| 24.11.2024 | 14:00          | VK Vecumnieki           | 1:3 (24:26, 19:25, 25:23, 17:25)        | Amber Volley            | Misas vidusskolas sporta zāle       | 25             | [ 34 ]         |
| II RUNDA |                |                         |                                         |                         |                                     |                |                |
| 30.11.2024 | 12:00          | VK Svēte                | 0:3 (14:25, 20:25, 22:25)               | VK Jelgava              | Svētes pamatskolas sporta hallē     | bd.            | [ 35 ]         |
| 30.11.2024 | 14:00          | VK Ventspils            | 3:0 (25:20, 25:23, 25:20)               | VK Aizpute              | Sporta halle Pārventa               | 63             | [ 36 ]         |
| 30.11.2024 | 17:00          | VK Vecumnieki           | 1:3 (23:25, 17:25, 25:21, 12:25)        | Elga Grafaitė S-Sportas | Misas vidusskolas sporta zāle       | bd.            | [ 37 ]         |
| 7.12.2024 | 14:00          | VK Jelgava              | 3:2 (17:25, 25:21, 20:25, 25:21, 15:11) | VK Aizpute              | Jelgavas novada sporta centrs       | 32             | [ 38 ]         |
| 7.12.2024 | 15:00          | Amber Volley            | 3:1 (25:17, 24:26, 25:20, 25:13)        | VK Ventspils            | Policijos sporto salė               | 65             | [ 39 ]         |
| 7.12.2024 | 17:00          | Elga Grafaitė S-Sportas | 3:0 (25:9, 25:9, 25:8)                  | VK Svēte                | Sporto centras „Dubysa”             | bd.            | [ 40 ]         |
| 21.12.2024 | 14:00          | VK Ventspils            | 0:3 (14:25, 16:25, 13:25)               | Elga Grafaitė S-Sportas | Sporta halle Pārventa               | 43             | [ 41 ]         |
| 21.12.2024 | 14:00          | VK Jelgava              | 3:0 (25:20, 25:22, 25:23)               | VK Vecumnieki           | Jelgavas novada sporta centrs       | 38             | [ 42 ]         |
| 21.12.2024 | 18:00          | VK Aizpute              | 1:3 (14:25, 10:25, 25:21, 10:25)        | Amber Volley            | Aizputes sporta centrs Lejaskurzeme | 143            | [ 43 ]         |
| 22.12.2024 | 12:00          | VK Svēte                | 0:3 (22:25, 16:25, 13:25)               | Amber Volley            | Svētes pamatskolas sporta hallē     | bd.            | [ 44 ]         |
| 22.12.2024 | 16:00          | VK Aizpute              | 0:3 (20:25, 20:25, 12:25)               | Elga Grafaitė S-Sportas | Aizputes sporta centrs Lejaskurzeme | 157            | [ 45 ]         |
| 4.01.2025 | 15:00          | Amber Volley            | 3:0 (25:18, 25:14, 25:16)               | VK Jelgava              | Policijos sporto salė               | bd.            | [ 46 ]         |
| 4.01.2025 | 18:00          | VK Aizpute              | 3:2 (19:25, 22:25, 25:17, 25:23, 15:13) | VK Vecumnieki           | Aizputes sporta centrs Lejaskurzeme | 147            | [ 47 ]         |
| 5.01.2025 | 13:00          | Amber Volley            | 3:0 (25:14, 26:24, 25:12)               | VK Vecumnieki           | Policijos sporto salė               | bd.            | [ 48 ]         |
| 5.01.2025 | 14:00          | VK Ventspils            | 3:2 (25:20, 25:14, 24:26, 26:28, 15:10) | VK Jelgava              | Sporta halle Pārventa               | 42             | [ 49 ]         |
| 11.01.2025 | 12:00          | VK Svēte                | 0:3 (21:25, 12:25, 21:25)               | VK Aizpute              | Svētes pamatskolas sporta hallē     | bd.            | [ 50 ]         |
| 12.01.2025 | 14:00          | VK Vecumnieki           | 1:3 (21:25, 23:25, 30:28, 18:25)        | VK Ventspils            | Misas vidusskolas sporta zāle       | 34             | [ 51 ]         |
| 12.01.2025 | 17:00          | Elga Grafaitė S-Sportas | 3:0 (25:16, 25:18, 25:18)               | Amber Volley            | Sporto centras „Dubysa”             | bd.            | [ 52 ]         |
| 16.01.2025 | 20:00          | VK Vecumnieki           | 3:0 (25:15, 25:20, 25:15)               | VK Svēte                | Misas vidusskolas sporta zāle       | bd.            | [ 53 ]         |
| 18.01.2025 | 14:00          | VK Jelgava              | 0:3 (14:25, 17:25, 12:25)               | Elga Grafaitė S-Sportas | Jelgavas novada sporta centrs       | 40             | [ 54 ]         |
| 19.01.2025 | 12:00          | VK Svēte                | 0:3 (20:25, 15:25, 13:25)               | VK Ventspils            | Svētes pamatskolas sporta hallē     | 14             | [ 55 ]         |
| Godziny do 27 października 2024 roku podane są według strefy czasowej UTC+3, a od 27 października 2024 roku według strefy czasowej UTC+2. Źródło: |                |                         |                                         |                         |                                     |                |                |

##### Tabela
| Lp.                                                | Drużyna                 | Pkt | Mecze | Mecze | Mecze | Rodzaj wyniku | Rodzaj wyniku | Rodzaj wyniku | Rodzaj wyniku | Rodzaj wyniku | Rodzaj wyniku | Sety | Sety | Sety  | Małe punkty | Małe punkty | Małe punkty |
| Lp.                                                | Drużyna                 | Pkt | M     | W     | P     | 3:0           | 3:1           | 3:2           | 2:3           | 1:3           | 0:3           | wyg. | prz. | stos. | zdob.       | str.        | stos.       |
| -------------------------------------------------- | ----------------------- | --- | ----- | ----- | ----- | ------------- | ------------- | ------------- | ------------- | ------------- | ------------- | ---- | ---- | ----- | ----------- | ----------- | ----------- |
| 1                                                  | Elga Grafaitė S-Sportas | 36  | 12    | 12    | 0     | 11            | 1             | 0             | 0             | 0             | 0             | 36   | 1    | 36    | 921         | 550         | 1.675       |
| 2                                                  | Amber Volley            | 30  | 12    | 10    | 2     | 7             | 3             | 0             | 0             | 0             | 2             | 30   | 9    | 3.333 | 926         | 727         | 1.274       |
| 3                                                  | VK Ventspils            | 20  | 12    | 7     | 5     | 3             | 3             | 1             | 0             | 2             | 3             | 23   | 20   | 1.15  | 961         | 957         | 1.004       |
| 4                                                  | VK Aizpute              | 17  | 12    | 6     | 6     | 3             | 1             | 2             | 1             | 1             | 4             | 21   | 23   | 0.913 | 905         | 938         | 0.965       |
| 5                                                  | VK Jelgava              | 15  | 12    | 5     | 7     | 4             | 0             | 1             | 1             | 1             | 5             | 18   | 23   | 0.783 | 835         | 932         | 0.896       |
| 6                                                  | VK Vecumnieki           | 8   | 12    | 2     | 10    | 2             | 0             | 0             | 2             | 4             | 4             | 14   | 30   | 0.467 | 927         | 1002        | 0.925       |
| 7                                                  | VK Svēte                | 0   | 12    | 0     | 12    | 0             | 0             | 0             | 0             | 0             | 12            | 0    | 36   | 0     | 531         | 900         | 0.59        |
| Legenda: druga faza – grupa C druga faza – grupa D |                         |     |       |       |       |               |               |               |               |               |               |      |      |       |             |             |             |

Źródło: 
Punktacja: 3:0 i 3:1 – 3 pkt; 3:2 – 2 pkt; 2:3 – 1 pkt; 1:3 i 0:3 – 0 pkt
Zasady ustalania kolejności: zob. sekcję powyżej

#### Grupa wschodnia

##### Tabela wyników
| Gospodarz \ Gość1       | AGŠ | JĒK/ JSS | PJR/ MSĢ | RSU | EZE JUN. | MEŽ/ LĪG | OSK |
| ----------------------- | --- | -------- | -------- | --- | -------- | -------- | --- |
| Augšdaugava             | -   | 0:3      | 2:3      | 3:0 | 2:3      | 3:1      | 3:0 |
| Jēkabpils juniori/JSS   | 1:3 | -        | 1:3      | 3:1 | 3:1      | 3:1      | 3:0 |
| VK Piejūra/MSĢ          | 3:2 | 3:1      | -        | 3:0 | 3:0      | 3:0      | 3:2 |
| RSU                     | 0:3 | 1:3      | 0:3      | -   | 1:3      | 2:3      | 0:3 |
| Ezerzeme juniors        | 2:3 | 3:1      | 3:1      | 2:3 | -        | 3:0      | 3:1 |
| VK Meža īpašumi/Līgatne | 0:3 | 1:3      | 1:3      | 3:1 | 2:3      | -        | 3:1 |
| OSK Ostnieks            | 3:2 | 2:3      | 1:3      | 2:3 | 2:3      | 0:3      | -   |

Źródło: 
1 Drużyna gospodarzy jest wymieniona po lewej stronie tabeli.
Kolory:
  zwycięstwo gospodarzy 3:0 lub 3:1
  zwycięstwo gospodarzy 3:2
  zwycięstwo gości 3:0 lub 3:1
  zwycięstwo gości 3:2

##### Terminarz i wyniki spotkań
| WYNIKI SPOTKAŃ | WYNIKI SPOTKAŃ | WYNIKI SPOTKAŃ          | WYNIKI SPOTKAŃ                          | WYNIKI SPOTKAŃ          | WYNIKI SPOTKAŃ             | WYNIKI SPOTKAŃ | WYNIKI SPOTKAŃ |
| Data | Godz.          | Gospodarz               | Rezultat                                | Gość                    | Hala sportowa              | Widzów         | *              |
| --- | -------------- | ----------------------- | --------------------------------------- | ----------------------- | -------------------------- | -------------- | -------------- |
| I RUNDA |                |                         |                                         |                         |                            |                |                |
| 6.10.2024 | 13:00          | Augšdaugava             | 2:3 (19:25, 25:17, 29:27, 23:25, 5:15)  | Ezerzeme juniors        | Robežsardzes sporta zāle   | bd.            | [ 57 ]         |
| 12.10.2024 | 13:00          | OSK Ostnieks            | 1:3 (12:25, 25:22, 22:25, 24:26)        | VK Piejūra/MSĢ          | Latvenergo sporta zālē     | 40             | [ 58 ]         |
| 12.10.2024 | 15:00          | VK Meža īpašumi/Līgatne | 1:3 (25:21, 19:25, 18:25, 17:25)        | Jēkabpils juniori/JSS   | Līgatnes Sporta centrs     | 61             | [ 59 ]         |
| 13.10.2024 | 18:00          | RSU                     | 0:3 (22:25, 14:25, 17:25)               | OSK Ostnieks            | Rimi Olimpiskais centrs    | 42             | [ 60 ]         |
| 19.10.2024 | 13:00          | Augšdaugava             | 3:0 (25:18, 25:23, 25:20)               | OSK Ostnieks            | Robežsardzes sporta zāle   | bd.            | [ 61 ]         |
| 19.10.2024 | 16:00          | VK Piejūra/MSĢ          | 3:0 (25:12, 25:17, 25:18)               | RSU                     | Sējas novada Sporta centrs | bd.            | [ 62 ]         |
| 20.10.2024 | 15:00          | VK Meža īpašumi/Līgatne | 3:1 (25:23, 25:22, 21:25, 25:21)        | RSU                     | Līgatnes Sporta centrs     | 40             | [ 63 ]         |
| 26.10.2024 | 16:00          | Jēkabpils juniori/JSS   | 1:3 (23:25, 25:22, 21:25, 25:27)        | Augšdaugava             | Jēkabpils sporta nams      | 96             | [ 64 ]         |
| 27.10.2024 | 12:00          | Jēkabpils juniori/JSS   | 1:3 (25:22, 16:25, 20:25, 26:28)        | VK Piejūra/MSĢ          | Jēkabpils sporta nams      | 54             | [ 65 ]         |
| 27.10.2024 | 16:00          | Ezerzeme juniors        | 3:0 (25:13, 25:18, 25:20)               | VK Meža īpašumi/Līgatne | Daugavpils Sporta skola    | bd.            | [ 66 ]         |
| 2.11.2024 | 13:00          | OSK Ostnieks            | 2:3 (25:23, 26:24, 21:25, 25:27, 14:16) | Ezerzeme juniors        | Latvenergo sporta zālē     | 20             | [ 67 ]         |
| 2.11.2024 | 18:30          | RSU                     | 0:3 (18:25, 20:25, 20:25)               | Augšdaugava             | Rimi Olimpiskais centrs    | 30             | [ 68 ]         |
| 3.11.2024 | 13:00          | RSU                     | 1:3 (25:18, 17:25, 23:25, 20:25)        | Ezerzeme juniors        | Rimi Olimpiskais centrs    | 52             | [ 69 ]         |
| 3.11.2024 | 15:00          | VK Meža īpašumi/Līgatne | 3:1 (25:22, 21:25, 28:26, 25:19)        | OSK Ostnieks            | Līgatnes Sporta centrs     | 39             | [ 70 ]         |
| 9.11.2024 | 14:00          | Jēkabpils juniori/JSS   | 3:1 (25:22, 17:25, 25:21, 25:17)        | RSU                     | Jēkabpils sporta nams      | 54             | [ 71 ]         |
| 10.11.2024 | 16:00          | VK Piejūra/MSĢ          | 3:0 (25:21, 25:21, 25:22)               | VK Meža īpašumi/Līgatne | Limbažu vidusskola         | 62             | [ 72 ]         |
| 16.11.2024 | 13:00          | Ezerzeme juniors        | 3:1 (19:25, 33:31, 28:26, 25:22)        | Jēkabpils juniori/JSS   | Daugavpils Sporta skola    | bd.            | [ 73 ]         |
| 16.11.2024 | 15:00          | VK Meža īpašumi/Līgatne | 0:3 (23:25, 20:25, 19:25)               | Augšdaugava             | Līgatnes Sporta centrs     | bd.            | [ 74 ]         |
| 23.11.2024 | 18:00          | Augšdaugava             | 2:3 (25:23, 14:25, 22:25, 25:17, 9:15)  | VK Piejūra/MSĢ          | Robežsardzes sporta zāle   | bd.            | [ 75 ]         |
| 24.11.2024 | 16:00          | Ezerzeme juniors        | 3:1 (22:25, 25:20, 28:26, 25:21)        | VK Piejūra/MSĢ          | Daugavpils Sporta skola    | bd.            | [ 76 ]         |
| 18.01.2025 | 13:00          | OSK Ostnieks            | 2:3 (19:25, 18:25, 25:20, 25:20, 8:15)  | Jēkabpils juniori/JSS   | Latvenergo sporta zālē     | 11             | [ 77 ]         |
| II RUNDA |                |                         |                                         |                         |                            |                |                |
| 30.11.2024 | 13:00          | OSK Ostnieks            | 2:3 (26:24, 25:17, 21:25, 23:25, 13:15) | RSU                     | Latvenergo sporta zālē     | 13             | [ 78 ]         |
| 1.12.2024 | 16:00          | Jēkabpils juniori/JSS   | 3:1 (25:18, 22:25, 25:17, 25:20)        | VK Meža īpašumi/Līgatne | Jēkabpils sporta nams      | 129            | [ 79 ]         |
| 7.12.2024 | 13:30          | VK Meža īpašumi/Līgatne | 2:3 (25:16, 19:25, 22:25, 25:18, 10:15) | Ezerzeme juniors        | Līgatnes Sporta centrs     | 23             | [ 80 ]         |
| 7.12.2024 | 17:00          | RSU                     | 0:3 (18:25, 23:25, 17:25)               | VK Piejūra/MSĢ          | Rimi Olimpiskais centrs    | 28             | [ 81 ]         |
| 8.12.2024 | 13:00          | OSK Ostnieks            | 3:2 (25:16, 25:22, 10:25, 16:25, 15:13) | Augšdaugava             | Latvenergo sporta zālē     | 15             | [ 82 ]         |
| 8.12.2024 | 15:30          | RSU                     | 2:3 (28:26, 16:25, 25:19, 21:25, 13:15) | VK Meža īpašumi/Līgatne | Rimi Olimpiskais centrs    | 45             | [ 83 ]         |
| 19.12.2024 | 19:00          | VK Piejūra/MSĢ          | 3:0 (26:24, 25:14, 25:21)               | Ezerzeme juniors        | Sējas novada Sporta centrs | 38             | [ 84 ]         |
| 21.12.2024 | 13:00          | Ezerzeme juniors        | 2:3 (26:24, 14:25, 25:21, 23:25, 14:16) | Augšdaugava             | Daugavpils Sporta skola    | bd.            | [ 85 ]         |
| 22.12.2025 | 14:00          | Jēkabpils juniori/JSS   | 3:1 (25:20, 17:25, 25:14, 25:22)        | Ezerzeme juniors        | Jēkabpils sporta nams      | 63             | [ 86 ]         |
| 4.01.2025 | 13:00          | Augšdaugava             | 3:0 (25:21, 25:18, 25:16)               | RSU                     | Robežsardzes sporta zāle   | bd.            | [ 87 ]         |
| 4.01.2025 | 16:00          | VK Piejūra/MSĢ          | 3:1 (25:20, 23:25, 25:20, 25:20)        | Jēkabpils juniori/JSS   | Sējas novada Sporta centrs | 27             | [ 88 ]         |
| 4.01.2025 | 16:00          | Ezerzeme juniors        | 3:1 (17:25, 25:7, 25:16, 25:14)         | OSK Ostnieks            | Daugavpils Sporta skola    | bd.            | [ 89 ]         |
| 5.01.2025 | 12:00          | Ezerzeme juniors        | 2:3 (24:26, 19:25, 25:21, 25:17, 19:21) | RSU                     | Daugavpils Sporta skola    | 58             | [ 90 ]         |
| 5.01.2025 | 13:00          | Augšdaugava             | 3:1 (22:25, 28:26, 25:16, 25:21)        | VK Meža īpašumi/Līgatne | Robežsardzes sporta zāle   | bd.            | [ 91 ]         |
| 5.01.2025 | 14:00          | Jēkabpils juniori/JSS   | 3:0 (25:23, 25:21, 26:24)               | OSK Ostnieks            | Jēkabpils sporta nams      | 87             | [ 92 ]         |
| 11.01.2025 | 13:00          | OSK Ostnieks            | 0:3 (20:25, 18:25, 21:25)               | VK Meža īpašumi/Līgatne | Latvenergo sporta zālē     | bd.            | [ 93 ]         |
| 12.01.2025 | 15:00          | VK Meža īpašumi/Līgatne | 1:3 (26:24, 30:32, 22:25, 23:25)        | VK Piejūra/MSĢ          | Līgatnes Sporta centrs     | 17             | [ 94 ]         |
| 12.01.2025 | 15:30          | RSU                     | 1:3 (12:25, 21:25, 25:22, 19:25)        | Jēkabpils juniori/JSS   | Rimi Olimpiskais centrs    | 44             | [ 95 ]         |
| 18.01.2025 | 16:00          | VK Piejūra/MSĢ          | 3:2 (22:25, 25:11, 19:25, 25:12, 15:8)  | Augšdaugava             | Sējas novada Sporta centrs | 21             | [ 96 ]         |
| 19.01.2025 | 16:00          | VK Piejūra/MSĢ          | 3:2 (25:27, 25:9, 25:23, 27:29, 15:13)  | OSK Ostnieks            | Limbažu vidusskola         | 24             | [ 97 ]         |
| 21.01.2025 | 17:00          | Augšdaugava             | 0:3 (18:25, 24:26, 16:25)               | Jēkabpils juniori/JSS   | Robežsardzes sporta zāle   | 29             | [ 98 ]         |
| Godziny do 27 października 2024 roku podane są według strefy czasowej UTC+3, a od 27 października 2024 roku według strefy czasowej UTC+2. Źródło: |                |                         |                                         |                         |                            |                |                |

##### Tabela
| Lp.                                                | Drużyna                 | Pkt | Mecze | Mecze | Mecze | Rodzaj wyniku | Rodzaj wyniku | Rodzaj wyniku | Rodzaj wyniku | Rodzaj wyniku | Rodzaj wyniku | Sety | Sety | Sety  | Małe punkty | Małe punkty | Małe punkty |
| Lp.                                                | Drużyna                 | Pkt | M     | W     | P     | 3:0           | 3:1           | 3:2           | 2:3           | 1:3           | 0:3           | wyg. | prz. | stos. | zdob.       | str.        | stos.       |
| -------------------------------------------------- | ----------------------- | --- | ----- | ----- | ----- | ------------- | ------------- | ------------- | ------------- | ------------- | ------------- | ---- | ---- | ----- | ----------- | ----------- | ----------- |
| 1                                                  | VK Piejūra/MSĢ          | 30  | 12    | 11    | 1     | 4             | 4             | 3             | 0             | 1             | 0             | 34   | 13   | 2.615 | 1123        | 961         | 1.169       |
| 2                                                  | Augšdaugava             | 24  | 12    | 7     | 5     | 4             | 2             | 1             | 4             | 0             | 1             | 29   | 19   | 1.526 | 1046        | 1007        | 1.039       |
| 3                                                  | Jēkabpils juniori/JSS   | 23  | 12    | 8     | 4     | 2             | 5             | 1             | 0             | 4             | 0             | 28   | 19   | 1.474 | 1101        | 1025        | 1.074       |
| 4                                                  | Ezerzeme juniors        | 23  | 12    | 8     | 4     | 1             | 4             | 3             | 2             | 1             | 1             | 29   | 22   | 1.318 | 1142        | 1096        | 1.042       |
| 5                                                  | VK Meža īpašumi/Līgatne | 12  | 12    | 4     | 8     | 1             | 2             | 1             | 1             | 4             | 3             | 18   | 28   | 0.643 | 1006        | 1068        | 0.942       |
| 6                                                  | OSK Ostnieks            | 9   | 12    | 2     | 10    | 1             | 0             | 1             | 4             | 3             | 3             | 17   | 32   | 0.531 | 1006        | 1112        | 0.905       |
| 7                                                  | RSU                     | 5   | 12    | 2     | 10    | 0             | 0             | 2             | 1             | 4             | 5             | 12   | 34   | 0.353 | 928         | 1083        | 0.857       |
| Legenda: druga faza – grupa C druga faza – grupa D |                         |     |       |       |       |               |               |               |               |               |               |      |      |       |             |             |             |

Źródło: 
Punktacja: 3:0 i 3:1 – 3 pkt; 3:2 – 2 pkt; 2:3 – 1 pkt; 1:3 i 0:3 – 0 pkt
Zasady ustalania kolejności: zob. sekcję powyżej

### Druga faza

#### Grupa C

##### Tabela wyników
| Gospodarz \ Gość1       | ELG | PJR/ MSĢ | AMB | AGŠ | VEN | JĒK/ JSS |
| ----------------------- | --- | -------- | --- | --- | --- | -------- |
| Elga Grafaitė S-Sportas | -   | 3:2      | -   | 3:2 | -   | 3:0      |
| VK Piejūra/MSĢ          | 1:3 | -        | 3:2 | -   | 3:1 | -        |
| Amber Volley            | -   | 3:0      | -   | 3:0 | -   | 3:1      |
| Augšdaugava             | 0:3 | -        | 1:3 | -   | 3:2 | -        |
| VK Ventspils            | -   | 3:1      | -   | 0:3 | -   | 2:3      |
| Jēkabpils juniori/JSS   | 0:3 | -        | 0:3 | -   | 3:0 | -        |

Źródło: 
1 Drużyna gospodarzy jest wymieniona po lewej stronie tabeli.
Kolory:
  zwycięstwo gospodarzy 3:0 lub 3:1
  zwycięstwo gospodarzy 3:2
  zwycięstwo gości 3:0 lub 3:1
  zwycięstwo gości 3:2

##### Terminarz i wyniki spotkań
| WYNIKI SPOTKAŃ                                | WYNIKI SPOTKAŃ | WYNIKI SPOTKAŃ          | WYNIKI SPOTKAŃ                          | WYNIKI SPOTKAŃ          | WYNIKI SPOTKAŃ             | WYNIKI SPOTKAŃ | WYNIKI SPOTKAŃ |
| Data                                          | Godz.          | Gospodarz               | Rezultat                                | Gość                    | Hala sportowa              | Widzów         | *              |
| --------------------------------------------- | -------------- | ----------------------- | --------------------------------------- | ----------------------- | -------------------------- | -------------- | -------------- |
| I RUNDA                                       |                |                         |                                         |                         |                            |                |                |
| 24.01.2025                                    | 20:00          | VK Piejūra/MSĢ          | 3:1 (24:26, 25:16, 25:22, 25:15)        | VK Ventspils            | Sējas novada Sporta centrs | 37             | [ 99 ]         |
| 1.02.2025                                     | 14:00          | Amber Volley            | 3:0 (25:18, 29:27, 25:15)               | VK Piejūra/MSĢ          | Policijos sporto salė      | bd.            | [ 100 ]        |
| 2.02.2025                                     | 17:00          | Elga Grafaitė S-Sportas | 3:2 (24:26, 25:18, 20:25, 25:18, 15:10) | VK Piejūra/MSĢ          | Sporto centras „Dubysa”    | bd.            | [ 101 ]        |
| 8.02.2025                                     | 13:00          | Augšdaugava             | 0:3 (20:25, 17:25, 19:25)               | Elga Grafaitė S-Sportas | Robežsardzes sporta zāle   | 58             | [ 102 ]        |
| 8.02.2025                                     | 15:00          | Jēkabpils juniori/JSS   | 0:3 (23:25, 16:25, 16:25)               | Amber Volley            | Jēkabpils sporta nams      | 103            | [ 103 ]        |
| 9.02.2025                                     | 13:00          | Augšdaugava             | 1:3 (20:25, 25:22, 15:25, 24:26)        | Amber Volley            | Robežsardzes sporta zāle   | 32             | [ 104 ]        |
| 9.02.2025                                     | 14:00          | VK Ventspils            | 3:1 (25:16, 25:17, 19:25, 28:26)        | VK Piejūra/MSĢ          | Sporta halle Pārventa      | 68             | [ 105 ]        |
| 9.02.2025                                     | 16:00          | Jēkabpils juniori/JSS   | 0:3 (18:25, 20:25, 21:25)               | Elga Grafaitė S-Sportas | Jēkabpils sporta nams      | 64             | [ 106 ]        |
| 16.02.2025                                    | 14:00          | VK Ventspils            | 0:3 (18:25, 28:30, 18:25)               | Augšdaugava             | Sporta halle Pārventa      | 28             | [ 107 ]        |
| II RUNDA                                      |                |                         |                                         |                         |                            |                |                |
| 22.02.2025                                    | 16:00          | VK Piejūra/MSĢ          | 3:2 (19:25, 31:29, 23:25, 25:19, 15:8)  | Amber Volley            | Sējas novada Sporta centrs | 30             | [ 108 ]        |
| 23.02.2025                                    | 14:00          | VK Ventspils            | 2:3 (25:19, 22:25, 25:21, 16:25, 10:15) | Jēkabpils juniori/JSS   | Sporta halle Pārventa      | 25             | [ 109 ]        |
| 1.03.2025                                     | 15:00          | Amber Volley            | 3:0 (25:21, 25:22, 25:22)               | Augšdaugava             | Policijos sporto salė      | bd.            | [ 110 ]        |
| 1.03.2025                                     | 17:00          | Elga Grafaitė S-Sportas | 3:0 (25:20, 25:10, 25:16)               | Jēkabpils juniori/JSS   | Sporto centras „Dubysa”    | bd.            | [ 111 ]        |
| 2.03.2025                                     | 15:00          | Amber Volley            | 3:1 (25:20, 27:25, 12:25, 25:21)        | Jēkabpils juniori/JSS   | Policijos sporto salė      | bd.            | [ 112 ]        |
| 2.03.2025                                     | 17:00          | Elga Grafaitė S-Sportas | 3:2 (25:15, 23:25, 25:17, 23:25, 15:9)  | Augšdaugava             | Sporto centras „Dubysa”    | bd.            | [ 113 ]        |
| 8.03.2025                                     | 13:00          | Augšdaugava             | 3:2 (22:25, 29:27, 25:18, 21:25, 15:12) | VK Ventspils            | Robežsardzes sporta zāle   | 40             | [ 114 ]        |
| 8.03.2025                                     | 16:00          | VK Piejūra/MSĢ          | 1:3 (25:27, 25:23, 13:25, 22:25)        | Elga Grafaitė S-Sportas | Sējas novada Sporta centrs | 14             | [ 115 ]        |
| 9.03.2025                                     | 16:00          | Jēkabpils juniori/JSS   | 3:0 (25:23, 25:18, 25:17)               | VK Ventspils            | Jēkabpils sporta nams      | 128            | [ 116 ]        |
| Godziny według strefy czasowej UTC+2. Źródło: |                |                         |                                         |                         |                            |                |                |

##### Tabela
| Lp.                    | Drużyna                 | Pkt | Mecze | Mecze | Mecze | Rodzaj wyniku | Rodzaj wyniku | Rodzaj wyniku | Rodzaj wyniku | Rodzaj wyniku | Rodzaj wyniku | Sety | Sety | Sety  | Małe punkty | Małe punkty | Małe punkty |
| Lp.                    | Drużyna                 | Pkt | M     | W     | P     | 3:0           | 3:1           | 3:2           | 2:3           | 1:3           | 0:3           | wyg. | prz. | stos. | zdob.       | str.        | stos.       |
| ---------------------- | ----------------------- | --- | ----- | ----- | ----- | ------------- | ------------- | ------------- | ------------- | ------------- | ------------- | ---- | ---- | ----- | ----------- | ----------- | ----------- |
| 1                      | Elga Grafaitė S-Sportas | 28  | 10    | 10    | 0     | 7             | 1             | 2             | 0             | 0             | 0             | 30   | 5    | 6     | 845         | 631         | 1.339       |
| 2                      | Amber Volley            | 22  | 10    | 7     | 3     | 4             | 3             | 0             | 1             | 0             | 2             | 23   | 12   | 1.917 | 802         | 754         | 1.064       |
| 3                      | VK Piejūra/MSĢ          | 16  | 10    | 6     | 4     | 0             | 3             | 3             | 1             | 2             | 1             | 22   | 21   | 1.048 | 947         | 918         | 1.032       |
| 4                      | Augšdaugava             | 11  | 10    | 3     | 7     | 1             | 1             | 1             | 3             | 1             | 3             | 16   | 24   | 0.667 | 821         | 911         | 0.901       |
| 5                      | Jēkabpils juniori/JSS   | 8   | 10    | 3     | 7     | 2             | 0             | 1             | 0             | 4             | 3             | 13   | 23   | 0.565 | 773         | 825         | 0.937       |
| 6                      | VK Ventspils            | 5   | 10    | 1     | 9     | 0             | 1             | 0             | 2             | 2             | 5             | 9    | 28   | 0.321 | 730         | 879         | 0.83        |
| Legenda: faza play-off |                         |     |       |       |       |               |               |               |               |               |               |      |      |       |             |             |             |

Źródło: 
Punktacja: 3:0 i 3:1 – 3 pkt; 3:2 – 2 pkt; 2:3 – 1 pkt; 1:3 i 0:3 – 0 pkt
Zasady ustalania kolejności: zob. sekcję powyżej
Uwagi: Do tabeli zostały wliczone mecze z fazy zasadniczej pomiędzy drużynami grającymi w grupie C.

#### Grupa D

##### Tabela wyników
| Gospodarz \ Gość1       | AIZ | EZE JUN. | JEL | MEŽ/ LĪG | VEC | OSK | SVĒ | RSU |
| ----------------------- | --- | -------- | --- | -------- | --- | --- | --- | --- |
| VK Aizpute              | -   | 1:3      | -   | 2:3      | -   | 3:0 | -   | 3:0 |
| Ezerzeme juniors        | 3:0 | -        | 3:0 | -        | 3:0 | -   | 3:0 | -   |
| VK Jelgava              | -   | 0:3      | -   | 3:1      | -   | 2:3 | -   | 3:2 |
| VK Meža īpašumi/Līgatne | 1:3 | -        | 3:0 | -        | 3:2 | -   | 2:3 | -   |
| VK Vecumnieki           | -   | 3:0      | -   | 2:3      | -   | 2:3 | -   | 3:1 |
| OSK Ostnieks            | 1:3 | -        | 1:3 | -        | 2:3 | -   | 3:1 | -   |
| VK Svēte                | -   | 0:3      | -   | 0:3      | -   | 0:3 | -   | 1:3 |
| RSU                     | 0:3 | -        | 2:3 | -        | 3:2 | -   | 3:0 | -   |

Źródło: 
1 Drużyna gospodarzy jest wymieniona po lewej stronie tabeli.
Uwaga: Oba mecze między VK Jelgava a Ezerzeme juniors odbyły się w Jełgawie.
Kolory:
  zwycięstwo gospodarzy 3:0 lub 3:1
  zwycięstwo gospodarzy 3:2
  zwycięstwo gości 3:0 lub 3:1
  zwycięstwo gości 3:2

##### Terminarz i wyniki spotkań
| WYNIKI SPOTKAŃ                                | WYNIKI SPOTKAŃ | WYNIKI SPOTKAŃ          | WYNIKI SPOTKAŃ                          | WYNIKI SPOTKAŃ          | WYNIKI SPOTKAŃ                      | WYNIKI SPOTKAŃ | WYNIKI SPOTKAŃ |
| Data                                          | Godz.          | Gospodarz               | Rezultat                                | Gość                    | Hala sportowa                       | Widzów         | *              |
| --------------------------------------------- | -------------- | ----------------------- | --------------------------------------- | ----------------------- | ----------------------------------- | -------------- | -------------- |
| I RUNDA                                       |                |                         |                                         |                         |                                     |                |                |
| 25.01.2025                                    | 13:00          | OSK Ostnieks            | 1:3 (25:20, 20:25, 18:25, 23:25)        | VK Jelgava              | Latvenergo sporta zālē              | 26             | [ 117 ]        |
| 25.01.2025                                    | 18:30          | RSU                     | 0:3 (15:25, 18:25, 23:25)               | VK Aizpute              | Rimi Olimpiskais centrs             | 30             | [ 118 ]        |
| 26.01.2025                                    | 14:00          | VK Vecumnieki           | 2:3 (24:26, 25:15, 20:25, 25:16, 12:15) | VK Meža īpašumi/Līgatne | Misas vidusskolas sporta zāle       | 50             | [ 119 ]        |
| 26.01.2025                                    | 16:00          | Ezerzeme juniors        | 3:0 (25:16, 25:20, 25:8)                | VK Svēte                | Daugavpils Sporta skola             | 83             | [ 120 ]        |
| 1.02.2025                                     | 14:00          | VK Jelgava              | 2:3 (23:25, 25:21, 22:25, 25:19, 13:15) | OSK Ostnieks            | Jelgavas novada sporta centrs       | 28             | [ 121 ]        |
| 1.02.2025                                     | 18:00          | VK Aizpute              | 3:0 (25:18, 25:18, 27:25)               | RSU                     | Aizputes sporta centrs Lejaskurzeme | 138            | [ 122 ]        |
| 2.02.2025                                     | 15:00          | VK Svēte                | 0:3 (18:25, 13:25, 13:25)               | VK Meža īpašumi/Līgatne | Svētes pamatskolas sporta hallē     | 5              | [ 123 ]        |
| 8.02.2025                                     | 13:00          | OSK Ostnieks            | 1:3 (23:25, 18:25, 25:23, 19:25)        | VK Aizpute              | Latvenergo sporta zālē              | 26             | [ 124 ]        |
| 9.02.2025                                     | 14:00          | VK Meža īpašumi/Līgatne | 1:3 (25:20, 23:25, 23:25, 19:25)        | VK Aizpute              | Līgatnes Sporta centrs              | 45             | [ 125 ]        |
| 9.02.2025                                     | 16:00          | Ezerzeme juniors        | 3:0 (25:15, 25:21, 25:16)               | VK Vecumnieki           | Daugavpils Sporta skola             | 76             | [ 126 ]        |
| 9.02.2025                                     | 16:00          | RSU                     | 2:3 (26:24, 24:26, 14:25, 32:30, 16:18) | VK Jelgava              | Rimi Olimpiskais centrs             | 33             | [ 127 ]        |
| 14.02.2025                                    | 20:00          | VK Svēte                | 0:3 (14:25, 19:25, 13:25)               | Ezerzeme juniors        | Svētes pamatskolas sporta hallē     | 17             | [ 128 ]        |
| 15.02.2025                                    | 14:00          | VK Meža īpašumi/Līgatne | 3:2 (25:14, 25:21, 23:25, 18:25, 15:12) | VK Vecumnieki           | Līgatnes Sporta centrs              | 20             | [ 129 ]        |
| 15.02.2025                                    | 18:00          | VK Aizpute              | 3:0 (25:21, 25:19, 25:21)               | OSK Ostnieks            | Aizputes sporta centrs Lejaskurzeme | 115            | [ 130 ]        |
| 15.02.2025                                    | 18:00          | VK Jelgava              | 3:2 (19:25, 25:15, 13:25, 25:23, 15:8)  | RSU                     | Jelgavas novada sporta centrs       | 37             | [ 131 ]        |
| 16.03.2025                                    | 14:00          | VK Vecumnieki           | 3:0 (25:12, 25:20, 25:19)               | Ezerzeme juniors        | Misas vidusskolas sporta zāle       | 30             | [ 132 ]        |
| II RUNDA                                      |                |                         |                                         |                         |                                     |                |                |
| 22.02.2025                                    | 14:00          | VK Meža īpašumi/Līgatne | 2:3 (25:9, 25:18, 20:25, 21:25, 12:15)  | VK Svēte                | Līgatnes Sporta centrs              | bd.            | [ 133 ]        |
| 22.02.2025                                    | 14:30          | RSU                     | 3:2 (25:21, 21:25, 23:25, 25:17, 15:13) | VK Vecumnieki           | Rimi Olimpiskais centrs             | 35             | [ 134 ]        |
| 23.02.2025                                    | 13:00          | OSK Ostnieks            | 3:1 (25:21, 18:25, 25:18, 25:20)        | VK Svēte                | Latvenergo sporta zālē              | 8              | [ 135 ]        |
| 23.02.2025                                    | 14:00          | VK Jelgava              | 0:3 (25:27, 20:25, 16:25)               | Ezerzeme juniors        | Jelgavas novada sporta centrs       | 34             | [ 136 ]        |
| 1.03.2025                                     | 12:00          | VK Svēte                | 1:3 (17:25, 21:25, 26:24, 17:25)        | RSU                     | Svētes pamatskolas sporta hallē     | 13             | [ 137 ]        |
| 1.03.2025                                     | 13:00          | VK Jelgava              | 0:3 (17:25, 23:25, 17:25)               | Ezerzeme juniors        | Jelgavas novada sporta centrs       | 15             | [ 138 ]        |
| 1.03.2025                                     | 18:00          | VK Aizpute              | 2:3 (25:17, 25:21, 24:26, 20:25, 14:16) | VK Meža īpašumi/Līgatne | Aizputes sporta centrs Lejaskurzeme | 87             | [ 139 ]        |
| 1.03.2025                                     | 18:00          | VK Vecumnieki           | 2:3 (22:25, 26:24, 25:17, 23:25, 12:15) | OSK Ostnieks            | Misas vidusskolas sporta zāle       | 38             | [ 140 ]        |
| 2.03.2025                                     | 12:00          | VK Svēte                | 0:3 (23:25, 17:25, 19:25)               | OSK Ostnieks            | Svētes pamatskolas sporta hallē     | 13             | [ 141 ]        |
| 2.03.2025                                     | 14:00          | VK Jelgava              | 3:1 (22:25, 25:23, 26:24, 25:19)        | VK Meža īpašumi/Līgatne | Jelgavas novada sporta centrs       | bd.            | [ 142 ]        |
| 2.03.2025                                     | 16:00          | VK Aizpute              | 1:3 (25:21, 31:33, 26:28, 16:25)        | Ezerzeme juniors        | Aizputes sporta centrs Lejaskurzeme | 99             | [ 143 ]        |
| 8.03.2025                                     | 13:00          | OSK Ostnieks            | 2:3 (25:15, 25:19, 24:26, 24:26, 10:15) | VK Vecumnieki           | Latvenergo sporta zālē              | 16             | [ 144 ]        |
| 8.03.2025                                     | 14:00          | VK Meža īpašumi/Līgatne | 3:0 (25:21, 25:16, 25:22)               | VK Jelgava              | Sporta komplekss „Cēsis”            | 63             | [ 145 ]        |
| 8.03.2025                                     | 15:00          | RSU                     | 3:0 (25:19, 25:16, 25:18)               | VK Svēte                | Rimi Olimpiskais centrs             | 10             | [ 146 ]        |
| 9.03.2025                                     | 14:00          | Ezerzeme juniors        | 3:0 (25:23, 25:19, 25:16)               | VK Aizpute              | Daugavpils Sporta skola             | 54             | [ 147 ]        |
| 9.03.2025                                     | 14:00          | VK Vecumnieki           | 3:1 (26:24, 25:20, 17:25, 25:18)        | RSU                     | Misas vidusskolas sporta zāle       | 25             | [ 148 ]        |
| Godziny według strefy czasowej UTC+2. Źródło: |                |                         |                                         |                         |                                     |                |                |

##### Tabela
| Lp.                    | Drużyna                 | Pkt | Mecze | Mecze | Mecze | Rodzaj wyniku | Rodzaj wyniku | Rodzaj wyniku | Rodzaj wyniku | Rodzaj wyniku | Rodzaj wyniku | Sety | Sety | Sety  | Małe punkty | Małe punkty | Małe punkty |
| Lp.                    | Drużyna                 | Pkt | M     | W     | P     | 3:0           | 3:1           | 3:2           | 2:3           | 1:3           | 0:3           | wyg. | prz. | stos. | zdob.       | str.        | stos.       |
| ---------------------- | ----------------------- | --- | ----- | ----- | ----- | ------------- | ------------- | ------------- | ------------- | ------------- | ------------- | ---- | ---- | ----- | ----------- | ----------- | ----------- |
| 1                      | Ezerzeme juniors        | 35  | 14    | 12    | 2     | 7             | 3             | 2             | 1             | 0             | 1             | 38   | 13   | 2.923 | 1196        | 1011        | 1.183       |
| 2                      | VK Aizpute              | 30  | 14    | 10    | 4     | 6             | 2             | 2             | 2             | 1             | 1             | 35   | 18   | 1.944 | 1226        | 1091        | 1.124       |
| 3                      | VK Meža īpašumi/Līgatne | 25  | 14    | 9     | 5     | 3             | 2             | 4             | 2             | 2             | 1             | 33   | 25   | 1.32  | 1274        | 1218        | 1.046       |
| 4                      | VK Jelgava              | 25  | 14    | 9     | 5     | 4             | 2             | 3             | 1             | 0             | 4             | 29   | 23   | 1.261 | 1153        | 1130        | 1.02        |
| 5                      | VK Vecumnieki           | 20  | 14    | 5     | 9     | 3             | 1             | 1             | 6             | 0             | 3             | 27   | 30   | 0.9   | 1214        | 1196        | 1.015       |
| 6                      | OSK Ostnieks            | 16  | 14    | 5     | 9     | 2             | 1             | 2             | 3             | 4             | 2             | 25   | 32   | 0.781 | 1226        | 1268        | 0.967       |
| 7                      | RSU                     | 15  | 14    | 5     | 9     | 1             | 1             | 3             | 3             | 3             | 3             | 24   | 34   | 0.706 | 1243        | 1294        | 0.961       |
| 8                      | VK Svēte                | 2   | 14    | 1     | 13    | 0             | 0             | 1             | 0             | 2             | 11            | 5    | 41   | 0.122 | 796         | 1120        | 0.711       |
| Legenda: faza play-off |                         |     |       |       |       |               |               |               |               |               |               |      |      |       |             |             |             |

Źródło: 
Punktacja: 3:0 i 3:1 – 3 pkt; 3:2 – 2 pkt; 2:3 – 1 pkt; 1:3 i 0:3 – 0 pkt
Zasady ustalania kolejności: zob. sekcję powyżej
Uwagi: Do tabeli zostały wliczone mecze z fazy zasadniczej pomiędzy drużynami grającymi w grupie D.

### Faza play-off
Godziny do 30 marca 2025 roku podane są według strefy czasowej UTC+2, a od 30 marca 2025 roku według strefy czasowej UTC+3.

#### Drabinka
|  |              |                         |              |              |              |                         |              |           |           |           |                   |                   |                   |  |       |       |       |
|  | Ćwierćfinały | Ćwierćfinały            | Ćwierćfinały | Ćwierćfinały | Ćwierćfinały |                         |              | Półfinały | Półfinały | Półfinały | Półfinały         | Półfinały         |                   |  | Finał | Finał | Finał |
|  | Ćwierćfinały | Ćwierćfinały            | Ćwierćfinały | Ćwierćfinały | Ćwierćfinały |                         |              | Półfinały | Półfinały | Półfinały | Półfinały         | Półfinały         |                   |  | Finał | Finał | Finał |
|  |              |                         |              |              |              |                         |              |           |           |           |                   |                   |                   |  |       |       |       |
|  |              |                         |              |              |              |                         |              |           |           |           |                   |                   |                   |  |       |       |       |
|  | 1            | Elga Grafaitė S-Sportas | 3            | 3            |              |                         |              |           |           |           |                   |                   |                   |  |       |       |       |
|  | 1            | Elga Grafaitė S-Sportas | 3            | 3            |              |                         |              |           |           |           |                   |                   |                   |  |       |       |       |
|  | 8            | VK Aizpute              | 0            | 1            |              |                         |              |           |           |           |                   |                   |                   |  |       |       |       |
|  | 8            | VK Aizpute              | 0            | 1            | 1            | Elga Grafaitė S-Sportas | 3            | 3         |           |           |                   |                   |                   |  |       |       |       |
|  |              |                         |              |              |              | Elga Grafaitė S-Sportas | 3            | 3         |           |           |                   |                   |                   |  |       |       |       |
|  | 4            | Augšdaugava             | 0            | 0            |              |                         |              |           |           |           |                   |                   |                   |  |       |       |       |
|  | 4            | Augšdaugava             | 0            | 0            | 2            | Amber Volley            | 3            | 3         |           |           |                   |                   |                   |  |       |       |       |
|  |              |                         |              |              |              | Amber Volley            | 3            | 3         |           |           |                   |                   |                   |  |       |       |       |
|  | 7            | Ezerzeme juniors        | 0            | 2            |              |                         |              |           |           |           |                   |                   |                   |  |       |       |       |
|  | 7            | Ezerzeme juniors        | 0            | 2            | 1            | Elga Grafaitė S-Sportas | 3            |           |           |           |                   |                   |                   |  |       |       |       |
|  |              |                         |              |              |              |                         |              |           |           |           |                   |                   |                   |  |       |       |       |
|  |              |                         | 2            | Amber Volley | 2            |                         |              |           |           |           |                   |                   |                   |  |       |       |       |
|  | 3            | VK Piejūra/MSĢ          | 2            | Amber Volley | 2            | 1                       | 3            | 3         |           |           |                   |                   |                   |  |       |       |       |
|  | 3            | VK Piejūra/MSĢ          |              |              |              |                         |              | 3         |           |           |                   |                   |                   |  |       |       |       |
|  | 6            | VK Ventspils            | 3            | 1            | 1            |                         |              |           |           |           |                   |                   |                   |  |       |       |       |
|  | 6            | VK Ventspils            | 3            | 1            | 1            | 2                       | Amber Volley | 3         | 1         | 3         | Mecz o 3. miejsce | Mecz o 3. miejsce | Mecz o 3. miejsce |  |       |       |       |
|  |              |                         |              |              |              | 2                       | Amber Volley | 3         | 1         | 3         | Mecz o 3. miejsce | Mecz o 3. miejsce | Mecz o 3. miejsce |  |       |       |       |
|  | 3            | VK Piejūra/MSĢ          | 0            | 3            | 0            |                         |              |           |           |           |                   |                   |                   |  |       |       |       |
|  | 3            | VK Piejūra/MSĢ          | 0            | 3            | 0            | 4                       | Augšdaugava  | 1         | 3         | 3         |                   |                   |                   |  |       |       |       |
|  |              |                         |              |              |              | 4                       | Augšdaugava  | 1         | 3         | 3         | 3                 | VK Piejūra/MSĢ    | 3                 |  |       |       |       |
|  | 5            | Jēkabpils juniori/JSS   | 3            | 1            | 0            |                         |              |           |           |           | 3                 | VK Piejūra/MSĢ    | 3                 |  |       |       |       |
|  | 5            | Jēkabpils juniori/JSS   | 3            | 1            | 0            | 4                       | Augšdaugava  | 1         |           |           |                   |                   |                   |  |       |       |       |
|  |              |                         |              |              |              | 4                       | Augšdaugava  | 1         |           |           |                   |                   |                   |  |       |       |       |

#### Ćwierćfinały
Format: do dwóch zwycięstw
| Data                        | Godz.                       | Gospodarz                   | Rezultat                               | Gość                      | Hala sportowa                       | Widzów                    | *                         |
| --------------------------- | --------------------------- | --------------------------- | -------------------------------------- | ------------------------- | ----------------------------------- | ------------------------- | ------------------------- |
| Elga Grafaitė S-Sportas (1) | Elga Grafaitė S-Sportas (1) | Elga Grafaitė S-Sportas (1) | 2 – 0                                  | (8) VK Aizpute            | (8) VK Aizpute                      | (8) VK Aizpute            | (8) VK Aizpute            |
| 22.03.2025                  | 17:00                       | Elga Grafaitė S-Sportas     | 3:0 (25:13, 25:17, 25:11)              | VK Aizpute                | Sporto centras „Dubysa”             | bd.                       | [ 149 ]                   |
| 29.03.2025                  | 18:00                       | VK Aizpute                  | 1:3 (25:21, 19:25, 17:25, 20:25)       | Elga Grafaitė S-Sportas   | Aizputes sporta centrs Lejaskurzeme | 132                       | [ 150 ]                   |
| Amber Volley (2)            | Amber Volley (2)            | Amber Volley (2)            | 2 – 0                                  | (7) Ezerzeme juniors      | (7) Ezerzeme juniors                | (7) Ezerzeme juniors      | (7) Ezerzeme juniors      |
| 22.03.2025                  | 18:00                       | Amber Volley                | 3:0 (25:15, 25:11, 25:13)              | Ezerzeme juniors          | Policijos sporto salė               | bd.                       | [ 151 ]                   |
| 29.03.2025                  | 14:00                       | Ezerzeme juniors            | 2:3 (29:27, 15:25, 21:25, 25:22, 7:15) | Amber Volley              | Daugavpils Sporta skola             | 37                        | [ 152 ]                   |
| VK Piejūra/MSĢ (3)          | VK Piejūra/MSĢ (3)          | VK Piejūra/MSĢ (3)          | 2 – 1                                  | (6) VK Ventspils          | (6) VK Ventspils                    | (6) VK Ventspils          | (6) VK Ventspils          |
| 22.03.2025                  | 17:00                       | VK Ventspils                | 3:1 (25:18, 25:23, 20:25, 26:24)       | VK Piejūra/MSĢ            | Sporta halle Pārventa               | 88                        | [ 153 ]                   |
| 29.03.2025                  | 17:00                       | VK Piejūra/MSĢ              | 3:1 (26:24, 16:25, 25:10, 25:21)       | VK Ventspils              | Sējas novada Sporta centrs          | 47                        | [ 154 ]                   |
| 30.03.2025                  | 14:00                       | VK Piejūra/MSĢ              | 3:1 (25:22, 34:32, 23:25, 25:10)       | VK Ventspils              | Sējas novada Sporta centrs          | bd.                       | [ 155 ]                   |
| Augšdaugava (4)             | Augšdaugava (4)             | Augšdaugava (4)             | 2 – 1                                  | (5) Jēkabpils juniori/JSS | (5) Jēkabpils juniori/JSS           | (5) Jēkabpils juniori/JSS | (5) Jēkabpils juniori/JSS |
| 22.03.2025                  | 13:00                       | Augšdaugava                 | 1:3 (18:25, 25:19, 25:27, 19:25)       | Jēkabpils juniori/JSS     | Robežsardzes sporta zāle            | 44                        | [ 156 ]                   |
| 29.03.2025                  | 13:00                       | Jēkabpils juniori/JSS       | 1:3 (25:22, 25:27, 20:25, 23:25)       | Augšdaugava               | Jēkabpils sporta nams               | 86                        | [ 157 ]                   |
| 30.03.2025                  | 13:00                       | Augšdaugava                 | 3:0 (25:10, 25:19, 25:17)              | Jēkabpils juniori/JSS     | Robežsardzes sporta zāle            | 60                        | [ 158 ]                   |
| Źródło:                     |                             |                             |                                        |                           |                                     |                           |                           |

#### Półfinały
Format: do dwóch zwycięstw
| Data                        | Godz.                       | Gospodarz                   | Rezultat                         | Gość                    | Hala sportowa              | Widzów             | *                  |
| --------------------------- | --------------------------- | --------------------------- | -------------------------------- | ----------------------- | -------------------------- | ------------------ | ------------------ |
| Elga Grafaitė S-Sportas (1) | Elga Grafaitė S-Sportas (1) | Elga Grafaitė S-Sportas (1) | 2 – 0                            | (4) Augšdaugava         | (4) Augšdaugava            | (4) Augšdaugava    | (4) Augšdaugava    |
| 9.04.2025                   | 18:30                       | Elga Grafaitė S-Sportas     | 3:0 (25:13, 25:11, 25:12)        | Augšdaugava             | Sporto centras „Dubysa”    | bd.                | [ 159 ]            |
| 12.04.2025                  | 13:00                       | Augšdaugava                 | 0:3 (22:25, 20:25, 15:25)        | Elga Grafaitė S-Sportas | Robežsardzes sporta zāle   | bd.                | [ 160 ]            |
| Amber Volley (2)            | Amber Volley (2)            | Amber Volley (2)            | 2 – 1                            | (3) VK Piejūra/MSĢ      | (3) VK Piejūra/MSĢ         | (3) VK Piejūra/MSĢ | (3) VK Piejūra/MSĢ |
| 10.04.2025                  | 18:00                       | Amber Volley                | 3:0 (29:27, 25:20, 25:21)        | VK Piejūra/MSĢ          | Policijos sporto salė      | bd.                | [ 161 ]            |
| 12.04.2025                  | 16:00                       | VK Piejūra/MSĢ              | 3:1 (19:25, 25:18, 25:21, 25:21) | Amber Volley            | Sējas novada Sporta centrs | 29                 | [ 162 ]            |
| 16.04.2025                  | 18:00                       | Amber Volley                | 3:0 (25:23, 25:15, 25:23)        | VK Piejūra/MSĢ          | Policijos sporto salė      | bd.                | [ 163 ]            |
| Źródło:                     |                             |                             |                                  |                         |                            |                    |                    |

#### Mecz o 3. miejsce
Format: jeden mecz
| Data       | Godz. | Gospodarz      | Rezultat                         | Gość        | Hala sportowa            | Widzów | *       |
| ---------- | ----- | -------------- | -------------------------------- | ----------- | ------------------------ | ------ | ------- |
| 18.04.2025 | 17:30 | VK Piejūra/MSĢ | 3:1 (22:25, 25:20, 25:15, 27:25) | Augšdaugava | Sporta komplekss „Cēsis” | 92     | [ 164 ] |
| Źródło:    |       |                |                                  |             |                          |        |         |

#### Finał
Format: jeden mecz
| Data       | Godz. | Gospodarz               | Rezultat                                | Gość         | Hala sportowa            | Widzów | *       |
| ---------- | ----- | ----------------------- | --------------------------------------- | ------------ | ------------------------ | ------ | ------- |
| 18.04.2025 | 20:00 | Elga Grafaitė S-Sportas | 3:2 (23:25, 25:17, 25:21, 24:26, 15:13) | Amber Volley | Sporta komplekss „Cēsis” | 48     | [ 165 ] |
| Źródło:    |       |                         |                                         |              |                          |        |         |

### Klasyfikacja końcowa
| Poz. | Drużyna                 |
| ---- | ----------------------- |
| 1.   | Elga Grafaitė S-Sportas |
| 2.   | Amber Volley            |
| 3.   | VK Piejūra/MSĢ          |
| 4.   | Augšdaugava             |
| 5.   | Jēkabpils juniori/JSS   |
| 6.   | VK Ventspils            |
| 7.   | Ezerzeme juniors        |
| 8.   | VK Aizpute              |
| 9.   | VK Meža īpašumi/Līgatne |
| 10.  | VK Jelgava              |
| 11.  | VK Vecumnieki           |
| 12.  | OSK Ostnieks            |
| 13.  | RSU                     |
| 14.  | VK Svēte                |

### Nagrody indywidualne
Nagrody indywidualne przyznane zostały najlepszym zawodnikom turnieju finałowego.
| Nagroda                  | Zawodnik           | Klub                    | *     |
| ------------------------ | ------------------ | ----------------------- | ----- |
| Najlepszy zawodnik (MVP) | Arvydas Mišeikis   | Elga Grafaitė S-Sportas |       |
| Najlepszy rozgrywający   | Markuss Vensbergs  | VK Piejūra/MSĢ          | [ d ] |
| Najlepszy atakujący      | Daumantas Katinas  | Amber Volley            |       |
| Najlepszy przyjmujący    | Matīss Šalkovskis  | VK Piejūra/MSĢ          |       |
| Najlepszy środkowy       | Mykolas Suchanekas | Amber Volley            |       |
| Najlepszy libero         | Artūras Sitnikas   | Elga Grafaitė S-Sportas |       |

## Faza finałowa
Godziny do 30 marca 2025 roku podane są według strefy czasowej UTC+2, a od 30 marca 2025 roku według strefy czasowej UTC+3.

### Drabinka
|  |           |                   |                   |                   |                    |   |   |                  |        |        |        |        |        |        |
|  | Półfinały | Półfinały         | Półfinały         | Półfinały         | Półfinały          |   |   | Finały           | Finały | Finały | Finały | Finały | Finały | Finały |
|  | Półfinały | Półfinały         | Półfinały         | Półfinały         | Półfinały          |   |   | Finały           | Finały | Finały | Finały | Finały | Finały | Finały |
|  |           |                   |                   |                   |                    |   |   |                  |        |        |        |        |        |        |
|  |           |                   |                   |                   |                    |   |   |                  |        |        |        |        |        |        |
|  | 1         | Robežsardze/Rīga  | 3                 | 3                 |                    |   |   |                  |        |        |        |        |        |        |
|  | 1         | Robežsardze/Rīga  | 3                 | 3                 |                    |   |   |                  |        |        |        |        |        |        |
|  | 4         | VK Piejūra/MSĢ    | 1                 | 0                 |                    |   |   |                  |        |        |        |        |        |        |
|  | 4         | VK Piejūra/MSĢ    | 1                 | 0                 |                    |   | 1 | Robežsardze/Rīga | 3      | 0      | 3      | 0      | 3      |        |
|  |           |                   |                   |                   |                    |   | 1 | Robežsardze/Rīga | 3      | 0      | 3      | 0      | 3      |        |
|  |           |                   | 3                 | Ezerzeme/DU       | 2                  | 3 | 1 | 3                | 0      |        |        |        |        |        |
|  | 2         | SK Jēkabpils Lūši | 3                 | Ezerzeme/DU       | 2                  | 3 | 1 | 3                | 0      | 0      | 1      |        |        |        |
|  | 2         | SK Jēkabpils Lūši |                   |                   |                    |   |   |                  |        |        |        |        |        |        |
|  | 3         | Ezerzeme/DU       | 3                 | 3                 |                    |   |   |                  |        |        |        |        |        |        |
|  | 3         | Ezerzeme/DU       | 3                 | 3                 | Mecze o 3. miejsce |   |   |                  |        |        |        |        |        |        |
|  |           |                   |                   |                   |                    |   |   |                  |        |        |        |        |        |        |
|  |           |                   |                   |                   |                    |   |   |                  |        |        |        |        |        |        |
|  |           |                   |                   |                   |                    |   |   |                  |        |        |        |        |        |        |
|  | 2         | SK Jēkabpils Lūši | SK Jēkabpils Lūši | SK Jēkabpils Lūši | 3                  | 3 |   |                  |        |        |        |        |        |        |
|  | 2         | SK Jēkabpils Lūši | SK Jēkabpils Lūši | SK Jēkabpils Lūši | 3                  | 3 |   |                  |        |        |        |        |        |        |
|  | 4         | VK Piejūra/MSĢ    | VK Piejūra/MSĢ    | VK Piejūra/MSĢ    | 0                  | 0 |   |                  |        |        |        |        |        |        |
|  | 4         | VK Piejūra/MSĢ    | VK Piejūra/MSĢ    | VK Piejūra/MSĢ    | 0                  | 0 |   |                  |        |        |        |        |        |        |

### Półfinały
Format: do dwóch zwycięstw
| Data                  | Godz.                 | Gospodarz             | Rezultat                         | Gość               | Hala sportowa              | Widzów             | *                  |
| --------------------- | --------------------- | --------------------- | -------------------------------- | ------------------ | -------------------------- | ------------------ | ------------------ |
| Robežsardze/Rīga (1)  | Robežsardze/Rīga (1)  | Robežsardze/Rīga (1)  | 2 – 0                            | (4) VK Piejūra/MSĢ | (4) VK Piejūra/MSĢ         | (4) VK Piejūra/MSĢ | (4) VK Piejūra/MSĢ |
| 12.03.2025            | 19:00                 | VK Piejūra/MSĢ        | 1:3 (12:25, 25:18, 23:25, 22:25) | Robežsardze/Rīga   | Sējas novada Sporta centrs | 15                 | [ 167 ]            |
| 21.03.2025            | 18:30                 | Robežsardze/Rīga      | 3:0 (25:14, 25:23, 25:21)        | VK Piejūra/MSĢ     | Sporta centrs „Mežaparks”  | 79                 | [ 168 ]            |
| SK Jēkabpils Lūši (2) | SK Jēkabpils Lūši (2) | SK Jēkabpils Lūši (2) | 0 – 2                            | (3) Ezerzeme/DU    | (3) Ezerzeme/DU            | (3) Ezerzeme/DU    | (3) Ezerzeme/DU    |
| 12.03.2025            | 19:00                 | SK Jēkabpils Lūši     | 0:3 (15:25, 21:25, 22:25)        | Ezerzeme/DU        | Jēkabpils sporta nams      | 503                | [ 169 ]            |
| 19.03.2025            | 20:00                 | Ezerzeme/DU           | 3:1 (22:25, 25:21, 25:23, 26:24) | SK Jēkabpils Lūši  | Daugavpils Sporta skola    | 312                | [ 170 ]            |
| Źródło:               |                       |                       |                                  |                    |                            |                    |                    |

### Mecze o 3. miejsce
Format: do dwóch zwycięstw
| Data                  | Godz.                 | Gospodarz             | Rezultat                  | Gość               | Hala sportowa              | Widzów             | *                  |
| --------------------- | --------------------- | --------------------- | ------------------------- | ------------------ | -------------------------- | ------------------ | ------------------ |
| SK Jēkabpils Lūši (2) | SK Jēkabpils Lūši (2) | SK Jēkabpils Lūši (2) | 2 – 0                     | (4) VK Piejūra/MSĢ | (4) VK Piejūra/MSĢ         | (4) VK Piejūra/MSĢ | (4) VK Piejūra/MSĢ |
| 27.03.2025            | 19:00                 | VK Piejūra/MSĢ        | 0:3 (18:25, 22:25, 25:27) | SK Jēkabpils Lūši  | Sējas novada Sporta centrs | 68                 | [ 172 ]            |
| 2.04.2025             | 19:30                 | SK Jēkabpils Lūši     | 3:0 (25:18, 25:20, 25:20) | VK Piejūra/MSĢ     | Jēkabpils sporta nams      | 389                | [ 173 ]            |
| Źródło:               |                       |                       |                           |                    |                            |                    |                    |

### Finały
Format: do trzech zwycięstw
| Data                 | Godz.                | Gospodarz            | Rezultat                               | Gość             | Hala sportowa           | Widzów          | *               |
| -------------------- | -------------------- | -------------------- | -------------------------------------- | ---------------- | ----------------------- | --------------- | --------------- |
| Robežsardze/Rīga (1) | Robežsardze/Rīga (1) | Robežsardze/Rīga (1) | 3 – 2                                  | (3) Ezerzeme/DU  | (3) Ezerzeme/DU         | (3) Ezerzeme/DU | (3) Ezerzeme/DU |
| 26.03.2025           | 20:00                | Robežsardze/Rīga     | 3:2 (24:26, 25:23, 25:21, 17:25, 15:9) | Ezerzeme/DU      | Rimi Olimpiskais centrs | 118             | [ 174 ]         |
| 29.03.2025           | 19:00                | Ezerzeme/DU          | 3:0 (25:22, 25:20, 25:22)              | Robežsardze/Rīga | Daugavpils Sporta skola | 178             | [ 175 ]         |
| 1.04.2025            | 20:00                | Robežsardze/Rīga     | 3:1 (19:25, 25:23, 25:16, 25:19)       | Ezerzeme/DU      | Rimi Olimpiskais centrs | 252             | [ 176 ]         |
| 5.04.2025            | 18:00                | Ezerzeme/DU          | 3:0 (25:22, 25:20, 28:26)              | Robežsardze/Rīga | Daugavpils Sporta skola | 225             | [ 177 ]         |
| 11.04.2025           | 19:00                | Robežsardze/Rīga     | 3:0 (25:18, 25:20, 25:23)              | Ezerzeme/DU      | Rimi Olimpiskais centrs | 750             | [ 178 ]         |
| Źródło:              |                      |                      |                                        |                  |                         |                 |                 |

### Klasyfikacja końcowa
| Poz. | Drużyna           | Uwagi                              |
| 1.   | Robežsardze/Rīga  | prawo udziału w el. Ligi Mistrzów  |
| 2.   | Ezerzeme/DU       | prawo udziału w Pucharze Challenge |
| 3.   | SK Jēkabpils Lūši |                                    |
| 4.   | VK Piejūra/MSĢ    |                                    |

### Nagrody indywidualne
Nagrody indywidualne zostały przyznane najlepszym zawodnikom finałowej serii.
| Nagroda                  | Zawodnik          | Klub             |
| ------------------------ | ----------------- | ---------------- |
| Najlepszy zawodnik (MVP) | Toms Vanags       | Robežsardze/Rīga |
| Najlepszy rozgrywający   | Tyler Poulsen     | Ezerzeme/DU      |
| Najlepszy atakujący      | Matīss Gabdulļins | Robežsardze/Rīga |
| Najlepszy przyjmujący    | Kyle Wilson       | Ezerzeme/DU      |
| Najlepszy środkowy       | Antons Nazarovs   | Ezerzeme/DU      |
| Najlepszy libero         | Maspars Kronbergs | Robežsardze/Rīga |